# Louis Benoist (architecte)
Louis Benoist est un architecte français, né à Paris en 1680, et mort dans la même ville le 25 octobre 1734,.

## Biographie
Il est architecte, entrepreneur-expert, en 1716. En janvier 1720, il a acquis une maison rue Saint-Denis auprès de Marin du Carroy, maître d'hôtel du roi.
En août 1721, il est intervenu comme expert représentant les entrepreneurs lors du toisé final de l’Hôtel Gouffier de Thoix, no 56, rue de Varenne. L’architecte peut être Jean-François Raymond qui intervient comme expert représentant le marquis de Gouffier. Le 9 décembre 1721, il est intervenu comme architecte expert juré sur la réception d'une maison de la rue de Cléry. Le 1er septembre 1728, il est expert juré pour la réception des travaux dans l'enclos du couvent de Saint-Joseph.
Il est choisi comme architecte de la 2e classe de l'Académie royale d'architecture le 25 octobre 1728 parmi les huit nouveaux architectes choisis par le roi à la suite des lettres patentes de 1728 sur la réorganisation de l'Académie.
En 1728, il construit une maison pour Gilles-Julien Lannon, contrôleur des Domaines et des bois de la généralité de Paris, à l'angle sud de la rue Saint-Denis et de la rue Grenéta. 
En février 1731, il participe à une discussion de l'Académie royale d'architecture sur l'usage du plomb laminé.
En 1718, Louis Benoist est marié à Marie-Françoise Goulliot.
La veuve de Louis Benoist vend l'office de juré expert bourgeois 1 940 livres à Pierre-Charles Delespine le 28 février 1735.